# Laura Järnefelt
Laura Järnefelt eller Laura Kolehmainen Järnefelt, född 1904 i Tusby i Finland, död 17 september 1985, var en finländsk bildkonstnär. Hon var dotter till konstnären Eero Järnefelt. Hon debuterade som konstnär 1930 och använde namnet Järnefelt som sitt konstnärsnamn.
Hon studerade vid Konstuniversitetets Bildkonstakademi 1923–1925, Helsingfors universitets ritsal 1924–1925, Académie Othon Friesz och Académie Colarossi i Paris 1926 samt vid Accademia Inglese och Lipinsky i Rom 1928 och 1932.
Hon är känd för sina målningar av idylliska landskap från en period, då modernismen började vinna terräng inom den finländska konsten, men följde inte själv de modernistiska strömningarna. Hon hämtade ofta sina motiv från naturen kring sitt föräldrahem Suviranta, där hon senare bodde med sin egen familj, belägen i Träskända vid Tusby träsk.
Laura Järnefelt har gjort monumentalmålningen Landskap från Kakkovuori i Pielavesi sparbank och hon har målat ett stort antal porträtt, som finns bland annat i Helsingfors universitet, Aalto-universitetet och hos Träskända stad.